# Seminemacheilus
Seminemacheilus é um género de peixe actinopterígeo da família Balitoridae.
Este género contém as seguintes espécies:
- Seminemacheilus ispartensis Erk'akan, Nalbant & Özeren, 2007
- Seminemacheilus lendlii (Hankó, 1925)
- Seminemacheilus ahmeti (Sungur, Jalili, Eagderi & Çiçek 2018)[2]